# José Germain Cebrián
José Germain Cebrián (Málaga, 18 de noviembre de 1897 - Madrid, 8 de septiembre de 1986) fue un médico y psicólogo español.

## Biografía
Pasó su infancia en Málaga, donde recibió también su primera instrucción. Cursó el Bachillerato en Bélgica, pasando a continuación a estudiar Medicina en la Universidad de Madrid. Su primer contacto con la psicología es el curso dado en Madrid por el psiquiatra y psicólogo alemán Theodor Ziehen en 1922. En 1923, tras obtener el Doctorado, pasó a vivir temporalmente en Ginebra, Berlín y París. Durante su estancia en Ginebra, trabajó con el neurólogo y psicólogo Édouard Claparède, posteriormente en el Laboratorio de Psicología Aplicada de Hans Rüpp en Berlín y donde conoció a Wolfgang Köhler, y al año siguiente, en París, trabajó con los médicos y psicólogos Georges Dumas y Pierre Janet.[cita requerida]
Regresó posteriormente a Madrid, donde ejerció como Médico Interno en el Sanatorio Neuropático de Carabanchel Bajo del Dr. Gonzalo Rodríguez Lafora. Por la misma época se hizo cargo de la Consulta de Neurología del Instituto de Reeducación Profesional de Inválidos del Trabajo. Fue director del Instituto de Orientación y Selección Profesional de Madrid a partir de 1931, siendo también secretario de la Liga Española de Higiene Mental, iniciativa de Lafora. En el Consejo Superior Psiquiátrico ejerció como secretario, en 1934. En ese mismo año se fue a la Universidad de Cambridge con una beca, donde trabajó con Frederic Bartlett. 
Participó activamente como redactor jefe en la edición de la revista Archivos de Neurobiología desde 1929 a 1936. Tras su regreso a Madrid, el inicio de la Guerra Civil hizo que se traslade a Suiza, Lovaina y de nuevo París, para volver después a Madrid. Fue responsable de la publicación de la Revista de Psicología General y Aplicada a partir de 1946. En 1948 dirige el Departamento de Psicología Experimental en el Consejo Superior de Investigaciones Científicas. Fue fundador de la Sociedad Española de Psicología en 1952. En 1953 participó en la creación, como vicedirector junto al P. Úbeda de la Escuela de Psicología y Psicotécnia de la Universidad de Madrid. Estuvo vinculado al Instituto Nacional de Psicología Aplicada y Psicotécnia como director desde 1956 hasta 1972. Ejerció como presidente de la Asociación Internacional de Orientación y Selección Profesional durante diez años.